# Villanueva, Misamis Oriental
Villanueva (Bayan ng Villanueva) är en kommun i Filippinerna. Kommunen ligger på ön Mindanao, och tillhör provinsen Misamis Oriental. Folkmängden uppgår till 24 867 invånare.
Villanueva är indelat i 9 barangayer.